# Гуляев, Николай Семёнович
Николай Семёнович Гуляев (1921-1967) — Гвардии полковник Советской Армии, участник Великой Отечественной войны, Герой Советского Союза (1945).

## Биография
Николай Гуляев родился 1 августа 1921 года в селе Новосёловка-Вторая (ныне — Ясиноватский район Донецкой области Украины) в крестьянской семье. Окончил семь классов школы, после чего работал слесарем-сборщиком. В 1938 году Гуляев был призван на службу в Рабоче-крестьянскую Красную Армию. В 1940 году он окончил Ворошиловградскую военно-авиационную школу лётчиков. С июня 1941 года — на фронтах Великой Отечественной войны. Принимал участие в боях на Брянском, Калининском, Волховском, Северо-Западном, Степном, 1-м и 2-м Украинском фронтах.
К апрелю 1945 года гвардии старший лейтенант Николай Гуляев был заместителем командира эскадрильи 80-го гвардейского бомбардировочного авиаполка 1-й гвардейской бомбардировочной авиадивизии 6-го гвардейского бомбардировочного авиакорпуса 2-й воздушной армии 1-го Украинского фронта. К тому времени он совершил 163 боевых вылета на бомбардировку скоплений живой силы и техники противника, его военных объектов.
Указом Президиума Верховного Совета СССР от 27 июня 1945 года за «образцовое выполнение боевых заданий командования на фронте борьбы с немецкими захватчиками и проявленные при этом мужество и героизм» гвардии старший лейтенант Николай Гуляев был удостоен высокого звания Героя Советского Союза с вручением ордена Ленина и медали «Золотая Звезда» за номером 7554.
После окончания войны Гуляев продолжил службу в Советской Армии. В 1955 году он окончил Военно-воздушную академию. Был командиром авиаполка, позднее переведён на ответственную работу в ВВС. Умер 31 марта 1967 года, похоронен на Коминтерновском кладбище Воронежа.
Был также награждён двумя орденами Красного Знамени, орденами Отечественной войны 2-й степени и Красной Звезды, рядом медалей.